# 이름 헤르만
이름 헤르만(독일어: Irm Hermann)으로 잘 알려진 이름가르트 헤르만(독일어: Irmgard Hermann, 1942년 10월 4일~2020년 5월 26일)은 독일의 배우이다.

## 출연 작품

### 영화
- 괴테스쿨의 사고뭉치들 3 (2017년)
- 더 인벤션 오브 러브 (2013년)
- 더 리노 앤 더 드래곤플라이 (2012년)
- 마이 네임 이즈 낫 알리 (2011년) - 본인 역
- 이프 원 씽 매터스: 필름 어바웃 울프강 틸맨스 (2008년)
- 아프리카의 쌍둥이타워 (2008년)
- 베를린의 여인 (2008년)
- 리버스 샷: 감독들의 반란 (2008년)
- 대사관에서 온 사나이 (2006년)
- 내 동생은 강아지 (2004년) - 외할머니 역
- 텐 미니츠 - 첼로 (2002년)
- 파라디조 -  일곱 여자들과의 7일 (2000년)
- 내겐 오직 파스빈더뿐 (2000년)
- 빅토리 (1995년)
- 파파 앤티 포르타스 (1991년)
- 잔 다르크 오브 몽골리아 (1989년)
- 스윙 (1983년)
- 마의 산 (1982년)
- 수용소의 마지막 5일 (1982년)
- 베를린 알렉산더 광장 (1980년)
- 보이체크 (1979년)
- 천사들의 그림자 (1976년)
- 퀴스터스 부인의 천국 여행 (1975년)
- 폭스와 그의 친구들 (1975년)
- 에피 브리스트 (1974년)
- 불안은 영혼을 잠식한다 (1974년)
- 노라 헬머 (1973년)
- 사계절의 상인 (1972년)
- 페트라 폰 칸트의 쓰디쓴 눈물 (1972년)
- 미국인 병사 (1970년)
- 왜 R씨는 미쳐 날뛰는가? (1970년)
- 저주의 신들 (1970년)
- 사랑은 죽음보다 차갑다 (1969년)
- 카젤마허 (1969년)